# Colobothina perplexa
Colobothina perplexa là một loài bọ cánh cứng trong họ Cerambycidae.